# Barton Warren Evermann
Barton Warren Evermann (Monroe County, Iowa, 24 de Outubro de 1853 — Berkeley, Califórnia, 27 de Setembro de 1932) foi um ictiologista e educador norte-americano.

## Biografia
Nasceu em Monroe County, Iowa, tendo concluído o curso de biologia na Universidade de Indiana em 1886.  Durante 10 anos trabalhou como professor e superintendente escolar em Indiana e Califórnia.
Foi professor de biologia na Indiana State University, em Terre Haute, de 1886 a 1891. Ensinou na Stanford University em 1893-1894, na Cornell University no período de 1900a 1903 e na Yale University de 1903 a 1906.
A partir de 1888 passou a colaborar com o United States Bureau of Fisheries (successor da United States Fish Commission), enveredando pelo estudo da ictiologia a partir de 1891, passando a dirigir a divisão de investigação científica daquele departamento entre 1903 e 1911, tendo entre 1910 e 1914 chefiado o Alaska Fisheries Service. Em 1892 foi membro da comissão norte-americana encarregue de regular a captura e comércio de pelagens de focas (Callorhinus ursinus), organismo a que presidiu em 1908.
Nas primeiras décadas do século XX, como director da California Academy of Sciences de San Francisco, promoveu investigação nas Ilhas Revillagigedo, ao largo das costas mexicanas do Oceano Pacífico. O Monte Evermann na ilha Socorro, o mais elevado pico daquele arquipélago, foi assim designado em sua honra. 
Em colaboração com D. S. Jordan, contribuiu para a obra Food and Game Fishes of North America (1902). As publicações da sua autoria incluem boletins e relatórios da United States Fish Commission e contribuições para as publicações de várias sociedades científicas.
Faleceu em  Berkeley, Califórnia, aos 78 anos de idade.